# Time Today
Time Today è un singolo del rapper statunitense Moneybagg Yo, pubblicato il 3 febbraio 2021 come primo estratto dal quarto album in studio A Gangsta's Pain.

## Produzione
La produzione di Time Today è stata affidata a Real Red e YC, mentre l'ingegneria del suono a Skywalker OG e il mastering a Colin Leonard e infine il missaggio ad Ari Morris.

## Video musicale
Il video musicale è stato pubblicato in concomitanza con il singolo.

## Classifiche

### Classifiche settimanali
| Classifica (2021) | Posizione massima |
| ----------------- | ----------------- |
| Stati Uniti       | 31                |

### Classifiche di fine anno
| Classifica (2021) | Posizione |
| ----------------- | --------- |
| Stati Uniti       | 76        |